# 荻原規子
荻原規子（1959年—），日本兒童文學小說家、輕小說家。出生於東京。

## 生平
早稻田大學教育學部國語國文學科畢業。參加過「早稻田大學兒童文學研究會」。1988年出版《空色勾玉》一作出道，便以兒童文學作家身分活躍各方。以古代日本為舞台背景的奇幻文學作品《空色勾玉》、《白鳥異傳》、《薄紅天女》被稱作「破天神記三部曲」。曾出版過英文翻譯版本。
2013年，《RDG 瀕危物種少女》系列作為日本角川文庫創刊65週年紀念作品，被改編為電視動畫。

## 小說作品

### 破天神記系列
- 空色勾玉（福武書店，1988年）
- 白鳥異傳（福武書店，1991年）
- 薄紅天女（徳間書店，1996年）

### 西方善魔女系列
- 西方善魔女 全五冊（中央公論社，1997－1999年）
- 西方善魔女外傳 全二冊（中央公論新社，2000年）

### RDG 瀕危物種少女系列
- 最初的使者（角川書店，2008年）
- 2 初次上妝（角川書店，2009年）
- 3 危機重重的暑假（角川書店，2010年）
- 4 世界遺產少女（暫譯；）（角川書店，2011年）
- 5 學校最長的一天（暫譯；）（角川書店，2011年）
- 6 星夜的願望（暫譯；）（角川書店，2012年）

### 其他小說作品
- 這是王國的鑰匙（暫譯；）（理論社，1993年）
- 樹上的搖籃（暫譯；）（理論社，2002年）
- 風神秘抄（徳間書店，2005年）

### 相關書籍
- Fantasy的DNA（暫譯；）（2006年）
- 《勾玉》的世界 荻原規子讀本（暫譯；）（2010年）
- 與獅鷲獸喝下午茶 奇幻文學中的動物們（暫譯；）（2012年）

## 外部連結
- アンダンテ日記 （页面存档备份，存于） - 作者網站